# رابرت اف. هیل
رابرت ف. هیل (انگلیسی: Robert F. Hill؛ ۱۴ آوریل ۱۸۸۶ – ۱۸ مارس ۱۹۶۶) یک کارگردان، هنرپیشه و فیلم‌نامه‌نویس اهل کانادا بود.

## فیلم‌شناسی
از فیلم‌های او می‌توان به تارزان بی‌باک اشاره نمود.